# S. Hubert Dent
Stanley Hubert Dent Jr., född 16 augusti 1869 i Eufaula i Alabama, död 6 oktober 1938 i Montgomery i Alabama, var en amerikansk politiker (demokrat). Han var ledamot av USA:s representanthus 1909–1921.
År 1909 efterträdde Dent Oliver C. Wiley som kongressledamot och efterträddes 1921 av John R. Tyson.
Dent avled 1938 och gravsattes i Eufaula i Alabama.